# ويليام ريتشارد غريفين
ويليام ريتشارد غريفين (بالإنجليزية: William Richard Griffin)‏ هو قسيس أمريكي، ولد في 1 سبتمبر 1882، وتوفي في 18 مارس 1944.